# Neven Spahija
Neven Spahija (Sebenico, 6 novembre 1962) è un allenatore di pallacanestro croato, head coach della Reyer Venezia.

## Carriera
Ha guidato la Croazia in due edizioni dei Campionati europei (2003, 2005). 
Nel febbraio 2023 viene ingaggiato dalla Reyer Venezia. Al termine della stagione regolare viene annunciato il rinnovo pluriennale del contratto.

## Palmarès
- Campionato lituano: 1

Lietuvos Rytas: 2005-06
- Campionato israeliano: 2

Maccabi Tel Aviv: 2006-07, 2017-18
- Campionato spagnolo: 1

Saski Baskonia: 2007-08
- Campionato turco: 1

Fenerbahçe Ülker: 2010-11
- Coppa di Slovenia: 3

Union Olimpija: 1998, 1999, 2000
- Coppa di Croazia: 1

Cibona Zagabria: 2001
- Coppa di Turchia: 1

Fenerbahçe Ülker: 2010-11
- Supercoppa spagnola: 1

Saski Baskonia: 2007
- Coppa di Lega israeliana: 1

Maccabi Tel Aviv: 2017
- Lega Baltica: 1

Lietuvos Rytas: 2005-06
- Eurocup: 1

Valencia: 2009-10